# Флейшман, Джерри
Джером «Джерри» Флейшман (англ. Jerome "Jerry" Fleishman; 14 февраля 1922, Бруклин, Нью-Йорк — 20 июня 2007, Бока-Ратон, Флорида) — американский профессиональный баскетболист, выступавший в Американской баскетбольной лиге и Баскетбольной ассоциации Америки за команды «Филадельфия СФХАс», «Филадельфия Уорриорз», «Скрантон Майнерс» и «Саратога Гарлем Янкиc». Играл на позиции атакующего защитника и лёгкого форварда. В 1947 году стал чемпионом БАА в составе команды «Филадельфия Уорриорз».

## Карьера
Учился в Нью-Йоркском университете и играл за любительскую команду «Нью-Йорк Орбах’с», в 1943—1944 годах служил во флоте, после демобилизации стал профессиональным игроком. В 1944 году заключил контракт с командой «Филадельфия СФХАс», которая выступала в Американской баскетбольной лиге (АБЛ). Через 2 года перешёл в команду «Филадельфия Уорриорз», которая выступала в Баскетбольной ассоциации Америки (БАА), предшественнице НБА, и провёл в её составе 4 сезона. После чего вернулся в Американскую баскетбольную лигу, выступая по одному году в «Скрантон Майнерс» (1950—1951), в «Саратога Гарлем Янкиc» (1951—1952) и снова в «Скрантон Майнерс» (1952). В 1952 году закончил карьеру в Баскетбольной ассоциации Америки, за команду «Филадельфия Уорриорз», в которой провёл сезон 1952/1953 годов (но в плей-офф сыграл 2 игры за «Нью-Йорк Никс»). В сезоне 1946/1947 годов Флейшман стал чемпионом БАА в составе «Уорриорз». Всего за карьеру в БАА/НБА сыграл 262 игры, в которых набрал 1512 очков (в среднем 5,8 за игру) и 429 передач.
Включён в Зал славы Нью-Йоркского университета и Баскетбольный зал славы Нью-Йорка.

## Статистика

### Статистика в НБА
| Сезон                                                                                    | Команда              | Регулярный сезон | Регулярный сезон | Регулярный сезон | Регулярный сезон | Регулярный сезон | Регулярный сезон | Регулярный сезон | Регулярный сезон | Регулярный сезон | Регулярный сезон | Регулярный сезон | Серия плей-офф | Серия плей-офф | Серия плей-офф | Серия плей-офф | Серия плей-офф | Серия плей-офф | Серия плей-офф | Серия плей-офф | Серия плей-офф | Серия плей-офф | Серия плей-офф |
| Сезон                                                                                    | Команда              | GP               | GS               | MPG              | FG%              | 3P%              | FT%              | RPG              | APG              | SPG              | BPG              | PPG              | GP             | GS             | MPG            | FG%            | 3P%            | FT%            | RPG            | APG            | SPG            | BPG            | PPG            |
| ---------------------------------------------------------------------------------------- | -------------------- | ---------------- | ---------------- | ---------------- | ---------------- | ---------------- | ---------------- | ---------------- | ---------------- | ---------------- | ---------------- | ---------------- | -------------- | -------------- | -------------- | -------------- | -------------- | -------------- | -------------- | -------------- | -------------- | -------------- | -------------- |
| 1946/47                                                                                  | Филадельфия Уорриорз | 59               |                  |                  | 26,1             |                  | 54,3             | 0,0              | 0,7              |                  |                  | 4,5              | 9              |                |                | 31,4           |                | 72,2           | 0,0            | 0,3            |                |                | 6,3            |
| 1947/48                                                                                  | Филадельфия Уорриорз | 46               |                  |                  | 23,8             |                  | 68,8             | 0,0              | 0,9              |                  |                  | 7,2              | 7              |                |                | 17,2           |                | 75,0           | 0,0            | 0,3            |                |                | 2,3            |
| 1948/49                                                                                  | Филадельфия Уорриорз | 59               |                  |                  | 29,0             |                  | 65,3             | 0,0              | 2,0              |                  |                  | 5,5              | 2              |                |                | 26,9           |                | 66,7           | 0,0            | 2,0            |                |                | 10,0           |
| 1949/50                                                                                  | Филадельфия Уорриорз | 65               |                  |                  | 28,9             |                  | 61,6             | 0,0              | 1,8              |                  |                  | 4,6              | 2              |                |                | 33,3           |                | 0,0            | 0,0            | 1,5            |                |                | 1,0            |
| 1952/53                                                                                  | Филадельфия Уорриорз | 33               |                  | 26,7             | 33,0             |                  | 68,6             | 4,6              | 3,3              |                  |                  | 9,0              | Не участвовал  | Не участвовал  | Не участвовал  | Не участвовал  | Не участвовал  | Не участвовал  | Не участвовал  | Не участвовал  | Не участвовал  | Не участвовал  | Не участвовал  |
| 1952/53                                                                                  | Нью-Йорк             |                  |                  |                  |                  |                  |                  |                  |                  |                  |                  |                  | 2              |                | 13,0           | 66,7           |                | 46,2           | 2,5            | 3,5            |                |                | 5,0            |
|                                                                                          | Всего                | 262              |                  | 26,7             | 27,7             |                  | 63,8             | 0,6              | 1,6              |                  |                  | 5,8              | 22             |                | 13,0           | 28,2           |                | 63,3           | 0,2            | 0,9            |                |                | 4,8            |
| Наведите курсор мыши на аббревиатуры в заголовке таблицы, чтобы прочесть их расшифровку. |                      |                  |                  |                  |                  |                  |                  |                  |                  |                  |                  |                  |                |                |                |                |                |                |                |                |                |                |                |